# 海軍局
海軍局（かいぐんきょく、ドイツ語：Marineamt、略称：MarA）は、ドイツ連邦海軍における艦隊司令部と並列する二大組織の一つ。本部はロストックに所在しているが、一部はヴィルヘルムスハーフェン、ブレーマーハーフェンおよびベルリンに所在している。

## 海軍局の任務
海軍局は海軍作戦部隊を直接には指揮せず（実働部隊の指揮は艦隊司令部が執る）、それ以外の分野（人事、教育、資器材の準備など）の任務を総合して担当する。このため人員の獲得と育成、資器材の保守管理について海軍局が責任を負う。

## 歴史
1957年には既に海軍の一般任務を担当する部局を構築する計画があった。この目的に沿って同年8月に中央海軍業務部（de:Zentrale Marinedienststelle）が設立された。しかし、早くも1959年3月末に解散する。

### 1965年の概要
1965年、海軍局は解散した中央海軍業務部の機能の一部を艦隊基盤司令部（de:Kommando der Flottenbasis）に分担させた上で設立される。これはヴィルヘルムスハーフェンに所在しており、複数の海軍学校や部署を6つの監部に分割して編成された。
- 海軍教育制度・教育監部
  - 海軍士官学校
  - 海軍下士官学校
  - 海軍教育連隊と4個教育大隊
  - 士官候補生練習艦
- 海軍装備監部
  - 海軍砲術学校
  - 火砲試験所
  - 海軍水中武器学校
  - 魚雷試験所
  - 閉鎖試験所
  - 対潜試験所
- 艦艇技術監部
  - 第1海軍術科学校
  - 第2海軍術科学校
  - 艦艇防護教育グループ
- 海軍指揮業務監部
  - 海軍通信学校
  - 海軍通信試験所
  - 海軍作戦学校
  - 海軍作戦試験所
- 海軍補給監部
  - 海軍補給学校
- 海軍衛生業務監部
  - 海軍航海医学研究所

副局長直轄には以下のようなものがあった。
- 海軍基本データ施設
- 海軍補給局
- 艦艇試験団

1968年に各試験所および艦艇乗組司令部は海軍部隊試験団に集約される。

### 再編成
1974年に艦隊支援司令部は連邦海軍の三分の一を網羅する指揮機関として新編され、艦隊を直接支援する体制が取られた。これにより海軍局は教育と海軍装備の基本的問題についてのみ責任を負う事になる。この改編により各監部は解散し、新たに教育部、装備部、衛生部の三つの分野別に部を組織した。
2001年に艦隊支援司令部が解散するために再度編成替えがなされ、海軍局は基地業務のほか一部任務を引き継いで、本部はロストックに移転する。

## 内部組織
局長には海軍少将が充てられ、6つの部および担当官が下に置かれている。
- 海軍装備・後方支援部（MRL） - 新装備の取得や装備管理について責任を負う。このほかに海軍兵器システムの運用について後方支援体制を整備する。
- 開発教育部（WA） - 海軍の教育訓練について責任を負う。
- 海軍組織部 - 海軍の組織構造や概念の発展を担当し、人事と組織的問題に対して責任を負う。
- 地質情報調査部 - 海軍地誌のための基礎を提供し、連邦軍地理情報部（de:Geoinformationswesen der Bundeswehr）を技術的に支援する。主に水中情報と海洋気象の保守管理を担当する。
- 管理部 - 財務と民間との契約事項の担当。
- 事故調査担当官 - 海軍艦艇の事故などに関する調査報告を担当。

## 下位組織
局長、副局長、幕僚長の三役を筆頭に6つの部門が存在している。
- 海軍指揮システム・コマンド
- （海軍装備・後方支援部）
  - 海軍部隊試験団
  - ヴィルヘルムスハーフェン海軍基地司令部（群）
    - キール海軍基地司令部
    - エッカーンフェルデ海軍基地司令部
    - ヴァーネミュンデ海軍基地司令部
- （開発教育部）
  - フレンスブルク＝ミュルヴィク海軍士官学校
    - 練習帆船スクーナー形「ゴルヒ・フォック（Gorch Fock）」（キール）

  - パロフ海軍術科学校
  - プレーン海軍下士官学校
  - ブレーマーハーフェン海軍作戦学校

## 歴代局長
| 代 | 氏名                                                                    | 着任          | 離任          |
| -- | ----------------------------------------------------------------------- | ------------- | ------------- |
| 1  | アルブレヒト・オーベルマイヤー海軍少将 Albrecht Obermaier               | 1965年10月1日 | 1966年3月31日 |
| 2  | ギュンター・クーンケ海軍少将 Günther Kuhnke                             | 1966年4月1日  | 1972年9月30日 |
| 3  | ギュンター・ルター海軍少将 de:Günter Luther                             | 1972年10月1日 | 1975年3月31日 |
| 4  | オットー・イテス海軍少将 de:Otto Ites                                   | 1975年4月1日  | 1977年9月30日 |
| 5  | ホルスト・ゲファス海軍少将 Horst Geffers                                | 1977年10月1日 | 1985年3月31日 |
| 6  | ディーター・フランツ・ブラウン海軍少将 Dieter Franz Braun               | 1985年4月1日  | 1991年9月30日 |
| 7  | ハイン＝ペーター・ヴェイヘル海軍少将 de:Hein-Peter Weyher               | 1991年10月1日 | 1996年        |
| 8  | ユルゲン・ガイエル海軍少将 Jürgen Geier                                 | 1996年        | 1997年        |
| 9  | ハンス・リュッソー海軍少将 de:Hans Lüssow                               | 1997年        | 1998年        |
| 10 | フランク・ロペルス海軍少将 de:Frank Ropers                              | 1998年        | 2000年        |
| 11 | ヴォルフガンク・ノルティンク海軍少将 de:Wolfgang E. Nolting             | 2000年        | 2003年        |
| 12 | ウルリッヒ・オットー海軍少将 Ulrich Otto                                | 2003年        | 2008年        |
| 13 | アクセル・シェンプフ海軍少将 de:Axel Schimpf                            | 2008年        | 2010年        |
| 14 | ホルスト＝ディーター・クーレッチュクル海軍少将 Horst-Dieter Kolletschke | 2010年        |               |